# Cohors I Vangionum

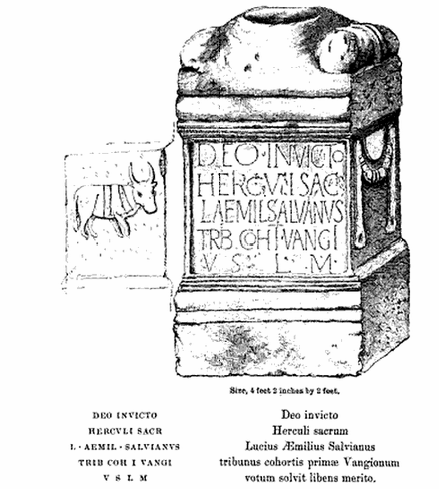
Der Altar des Lucius Aemilius Salvianus

Die Cohors I Vangionum [milliaria] [equitata] (deutsch 1. Kohorte der Vangionen [1000 Mann] [teilberitten]) war eine römische Auxiliareinheit. Sie ist durch Militärdiplome und Inschriften belegt.

## Namensbestandteile
- Cohors: Die Kohorte war eine Infanterieeinheit der Auxiliartruppen in der römischen Armee.

- I: Die römische Zahl steht für die Ordnungszahl die erste (lateinisch prima). Daher wird der Name dieser Militäreinheit als Cohors prima .. ausgesprochen.

- Vangionum: der Vangionen. Die Soldaten der Kohorte wurden bei Aufstellung der Einheit aus dem Volksstamm der Vangionen auf dem Gebiet der römischen Provinz Germania superior rekrutiert.

- milliaria: 1000 Mann. Je nachdem, ob es sich um eine Infanterie-Kohorte (Cohors milliaria peditata) oder einen gemischten Verband aus Infanterie und Kavallerie (Cohors milliaria equitata) handelte, lag die Sollstärke der Einheit entweder bei 800 oder 1040 Mann. Der Zusatz kommt in den Militärdiplomen von 103 bis 135 sowie in Inschriften[1] vor. In dem Diplom von 135 und in den Inschriften wird statt milliaria das Zeichen {\displaystyle \infty } verwendet.

- equitata: teilberitten. Die Einheit war ein gemischter Verband aus Infanterie und Kavallerie. Der Zusatz kommt in Inschriften[2] vor.

Die Einheit war eine Cohors milliaria equitata. Die Sollstärke der Einheit lag daher bei 1040 Mann, bestehend aus 10 Centurien Infanterie mit jeweils 80 Mann sowie 8 Turmae Kavallerie mit jeweils 30 Reitern.

## Geschichte
Die Kohorte war in der Provinz Britannia stationiert. Sie ist auf Militärdiplomen für die Jahre 103 bis 178 n. Chr. aufgeführt.
Die Einheit wurde möglicherweise nach der Niederschlagung des Bataveraufstands aufgestellt und kam dann vermutlich mit Quintus Petillius Cerialis nach Britannien. Der erste Nachweis in Britannia beruht auf einem Diplom, das auf 103 datiert ist. In dem Diplom wird die Kohorte als Teil der Truppen (siehe Römische Streitkräfte in Britannia) aufgeführt, die in der Provinz stationiert waren. Weitere Diplome, die auf 122 bis 178 datiert sind, belegen die Einheit in derselben Provinz. Da die Kohorte auf den Diplomen von 158 bis 178 nicht als Cohors milliaria aufgeführt ist, war möglicherweise eine Vexillation der Einheit  in diesem Zeitraum in eine andere Provinz abgeordnet.
Der letzte Nachweis der Kohorte beruht auf einer Inschrift, die auf 213 datiert ist.

## Standorte
Standorte der Kohorte in Britannia waren möglicherweise:
- Cilurnum (Chesters): eine Inschrift[8] wurde hier gefunden.
- Condercum (Benwell): zwei Inschriften[9] wurden hier gefunden.
- Derventio (Malton): eine Inschrift[10] wurde hier gefunden.
- Habitancum (Risingham): zahlreiche Inschriften[11] wurden hier gefunden.

## Angehörige der Kohorte
Folgende Angehörige der Kohorte sind bekannt:

### Kommandeure
| - []c(ius) Cassi[anus], ein Präfekt (RIB 1328) - Aemilius Aemilianus, ein Tribun - [A]moe[nus], ein Präfekt (AE 2015, 771) - Fabius Honoratus, ein Tribun - Gaius Iulius Publilius Pius, ein Tribun - Gaius Valerius Longinus, ein Tribun - Iulius Paullus, ein Tribun - Iulius Severinus, ein Tribun | - Iulius Victor, ein Tribun - Lucius Aemilius Salvianus, ein Tribun - Marcus Aurelius Castus, ein Tribun - Marcus Messorius Diligens, ein Tribun - Marcus Peregrinius Super, ein Tribun - Suubr(ius) Apollinaris, ein Princeps (RIB 792) - [Va]rron[ius] [F]au[s]tinu[s], ein Tribun (RIB 1222) |

### Sonstige
- D(ecimus) Iulius Candidus (RIB 1350)